# Caída de Trípoli
La caída de Trípoli fue la captura y destrucción del estado cruzado del Condado de Trípoli (lo que es moderno Líbano), por los mamelucos. La batalla tuvo lugar en 1289 y fue un acontecimiento importante en las época de las Cruzadas, ya que marcó la captura de una de las pocas posesiones principales que les restaban a los cruzados.

## Antecedentes
El Condado de Trípoli, un estado cruzado y predominantemente cristiano, había sido un estado vasallo del Imperio mongol desde alrededor de 1260, cuando Bohemundo VI de Antioquía, bajo la influencia de Hethum I, rey de Armenia. Se había presentado de forma preventiva a los mongoles que avanzaban rápidamente. Trípoli había proporcionado tropas a los mongoles en 1258 para el saqueo de Bagdad.
Después de que los mongoles hubieran destruido Bagdad y Damasco, los centros de la política de los califatos abbasidas y ayyubíes, el centro del poder islámico pasó a El Cairo, Con los mamelucos de Egipto. Por la misma época, los mongoles detuvieron su expansión hacia el oeste por los conflictos internos en el Imperio. Los mamelucos se habían aprovechado de esto para avanzar hacia el norte de Egipto, y restablecer el dominio sobre Palestina y Siria, empujando a los mongoles de vuelta a Persia. Los mamelucos intentaron tomar Trípoli en el asedio de 1271. Pero en su lugar había sido persuadido a aceptar una tregua, debido a la llegada de la Príncipe Eduardo (futuro Eduardo I de Inglaterra) en Acre ese mes y el comienzo de la Novena Cruzada. Los mamelucos negociaron una tregua con Eduardo, ya que las tropas de Eduardo eran demasiado pequeñas para ser eficazes.
Los mongoles, por su parte no demostraban ser firmes defensores de su estado vasallo de Trípoli. Abaqa Kan, líder de los mongoles del Iljanato y alguien que había estado enviando embajadores a Europa en un intento de formar un Alianza Franco-Mongola contra los musulmanes, había muerto en 1282. Fue sucedido por el Tekuder, un converso al islam. Bajo el liderazgo de Tekuder, los islámicos apoyados por los mongoles no estaban dispuestos a defender los territorios cristianos contra los avances musulmanes. Esto dio mayor libertad a los mamelucos para realizar ataques contra el resto de ciudades costeras, que todavía estaban bajo el control de los cruzados.
Tekuder fue asesinado en 1284 y sustituido por el hijo de Abaqa de Arghun, Quién era más afín al cristianismo. Siguió la comunicación de su padre con Europa hacia la posibilidad de formar una alianza, pero aún no mostró mucho interés en la protección de Trípoli. Mientras tanto, los mamelucos siguieron ampliando los territorios bajo su control con la conquista de Margat en 1285, y Latakia en 1287.
Pero los musulmanes todavía tenían una tregua oficial con Trípoli, pero a los cristianos se le dio una excusa para romperlo. Los cristianos habían estado siguiendo una conducta imprudente, ya que en lugar de mantener un frente unido contra los musulmanes, habían caído en disputas batallas entre sí, de los cuales el ejemplo más conocido fue la disputa entre las repúblicas italianas, la República de Génova y la República de Venecia. Lucía de Trípoli, Condesa y gobernante del condado de Trípoli, se había aliado con Génova, y por lo tanto tenían la oposición de Venecia, así como por Bartolemew Embriaco de Gibeleto. Los enviados Frank Bartolemew o de cualquiera de los venecianos habían sido enviados a Egipto para pedir la intervención de Qalawun contra los genoveses, sobre la base de que Génova potencialmente podría dominar el Levante y obstaculizar o eliminar el comercio mameluco. Debido a los enviados de Venecia, Qalawun tenía así una excusa para romper su tregua con Trípoli, y se mudó al norte con su ejército.

## El sitio
Qalawun comenzó el asedio de Trípoli en marzo de 1289, llegando con un ejército numeroso y grandes catapultas. En respuesta, el Gobierno de Trípoli y los nobles le dieron autoridad suprema a Lucía. En el puerto había cuatro galeras de Génova, dos galeras venecianas, y unos pocos barcos pequeños, algunos de ellos de Pisa. Se enviaron refuerzos a Trípoli por los Caballeros Templarios, que enviaron una fuerza bajo Godofredo de Vendac y los Hospitalarios enviaron una fuerza bajo Mateo de Clermont. Un regimiento francés fue enviado desde Acre bajo las órdenes de Juan de Grailly. El Rey Enrique II de Chipre envió a su hermano menor Amalarico con una compañía de caballeros y cuatro galeras. Muchos no-combatientes huyeron a Chipre.
Los mamelucos dispararon sus catapultas, dos torres de pronto se desmoronaron bajo los bombardeos, y los defensores se apresuraron para huir. Los mamelucos invadieron la ciudad ante el derrumbe de los muros, y capturaron la ciudad el 26 de abril, marcando el final de una norma cristiana ininterrumpida de 180 años, el más largo de cualquiera de las principales conquistas francas en el Levante. Lucía logró huir a Chipre, con dos mariscales de las órdenes y Amalarico de Chipre. El comandante de la Orden del Templo fue asesinado, así como Bartolomé Embriaco. La población de la ciudad fue masacrada, aunque muchos lograron escapar por barco. Aquellos que se habían refugiado en la vecina isla de Santo Tomás fueron capturados por los mamelucos el 29 de abril. Mujeres y niños fueron tomados como esclavos, y 1.200 prisioneros fueron enviados a Alejandría para trabajar en el nuevo Arsenal del sultán.

## Consecuencias
Significó uno de los últimos reductos cristianos en Tierra Santa y la desaparición del Condado de Trípoli. Dos años más tarde Acre, la última gran ciudad cruzada en Tierra Santa también fue capturada. Fue considerado por muchos historiadores el final de las Cruzadas, aunque todavía quedaron allí unos cuantos territorios retenidos en el norte, en el Tortosa y Atlit. Sin embargo, la última de ellas, la guarnición templaria en la isla de Ruad fue capturada en 1302 o 1303 en el Sitio de Arwad, y con él último territorio de los cruzados en Tierra Santa.